# Yzaguirre

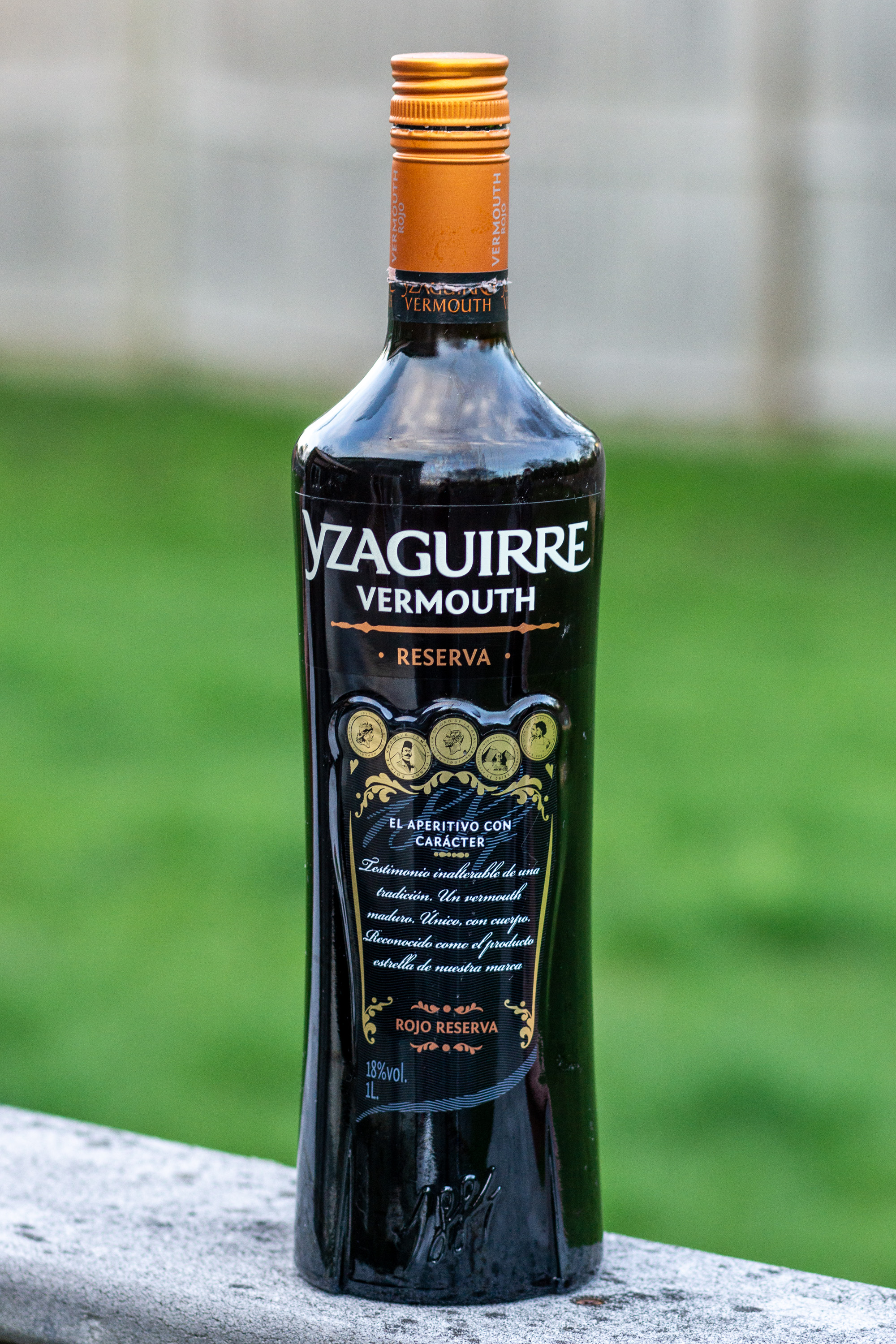
Eine Flasche Yzaguirre Wermut

Yzaguirre ist ein katalanisches Familienunternehmen, das im Jahr 1884 in El Morell (Tarragona) gegründet wurde.
Es ist spezialisiert in der Herstellung von Wermut. Die Reservas werden im Eichenfass gelagert.

## Markt
Yzaguirre wird hauptsächlich in Spanien verkauft, aber seit 2002 wird dieser in über 20 Länder exportiert.